# Doris Carter
Doris Jessie Carter (* 5. Januar 1912 in Melbourne; † 28. Juli 1999) war eine australische Hochspringerin.
Bei den Olympischen Spielen 1936 in Berlin und den British Empire Games 1938 in Sydney wurde sie Sechste bzw. Fünfte.
Fünfmal wurde sie australische Meisterin im Hochsprung (1933, 1935–1937, 1940) und zweimal im Diskuswurf (1936, 1940).

## Persönliche Bestleistungen
- Hochsprung: 1,61 m, 1. Februar 1936, Melbourne
- Diskuswurf: 38,67 m, 2. Dezember 1939, Melbourne